# Imre al Ungariei

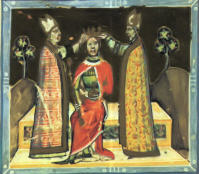
Încoronarea lui Imre al Ungariei

Imre al Ungariei sau Emeric al Ungariei (în croată Mirko, Emerik, iar în slovacă Imrich, n. 30 septembrie 1174, Székesfehérvár, Țările Coroanei Sfântului Ștefan, Ungaria – d. 30 noiembrie 1204, Esztergom, Regatul Ungariei, Ungaria) a fost rege al Ungariei din 1196 până în 1204, făcând parte din Dinastia Árpád. Era fiu al regelui Béla al III-lea al Ungariei și al soției acestuia, regina Ana de Châtillon; era frate cu regele Andrei al II-lea, precum și cu împărăteasa Margareta (în maghiară, Margit, n. 1175 - d. 1223), soția împăratului bizantin Isaac al II-lea Angelos (1185-1195 și 1203-1204). Imre a fost încoronat rege al Ungariei încă din timpul vieții tatălui său, Béla al III-lea, primind și titlul de duce al Croației și al Dalmației (1194-1196). 